# Richardis de Schwerin
Titre
Reine consort de Suède
1365 – entre le 23 avril 1377 et le 11 juillet 1377
Richardis de Schwerin  (en allemand : Richardis von Schwerin), né en 1347 à Schwerin (Comté de Schwerin) et décédée entre le 23 avril 1377 et le 11 juillet 1377 à  Stockholm (Suède-Finlande) fut reine consort de Suède et de Finlande, épouse du roi Albert de Suède.

## Biographie
Ricardis est la fille du comte Otto de Schwerin et de Mathilda de Mecklembourg-Werle, fille de Jean III. En 1365 elle épouse Albert de Mecklembourg a qui elle donne deux enfants : 
- Éric, prince héritier, mort en 1397
- Richarde-Catherine, morte en 1377[1].